# Ernst Happel

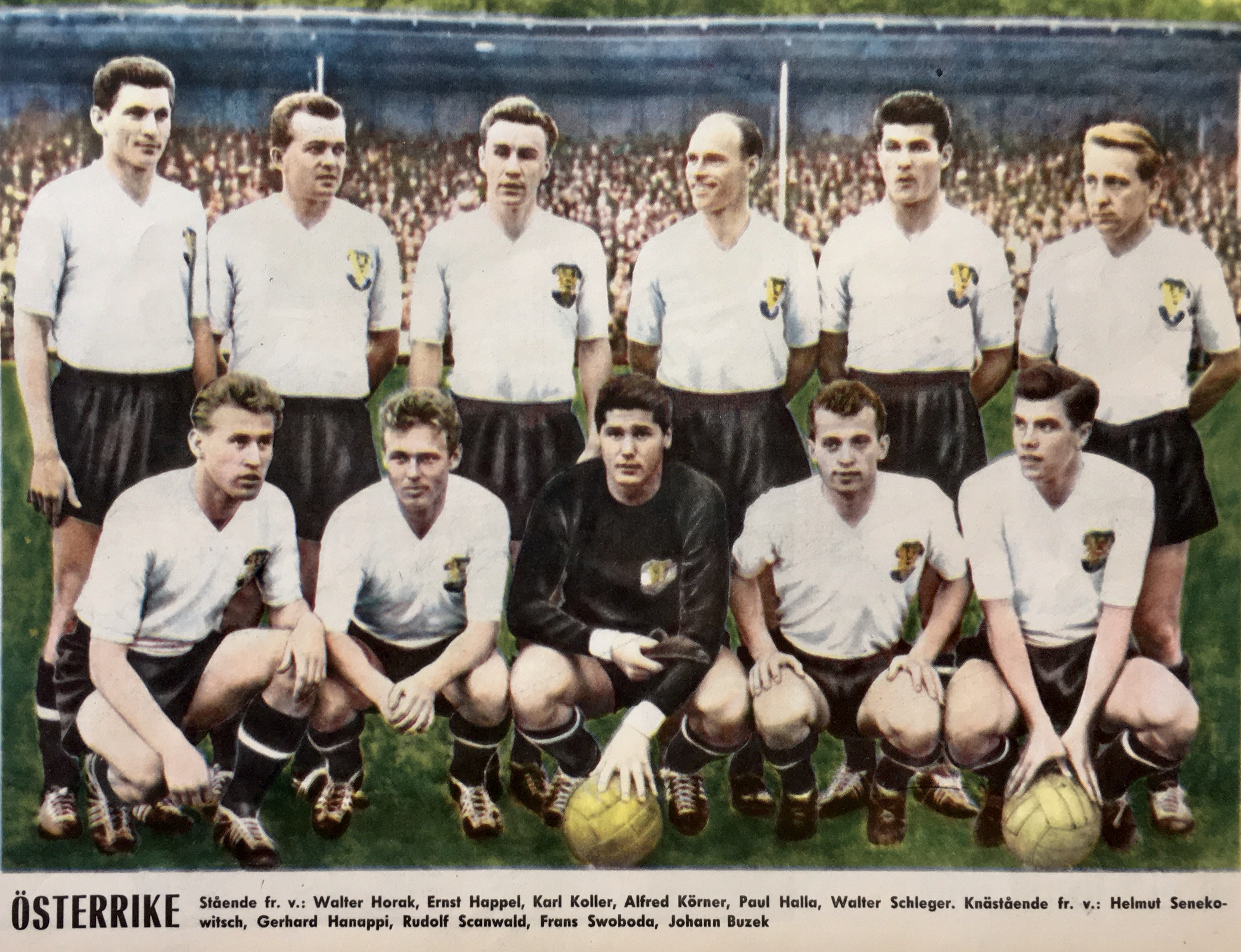
Österrikes landslag från 1958 med följande spelare – stående från vänster: Walter Horak, Ernst Happel, Karl Koller, Alfred Körner, Paul Halla, Walter Schleger; knästående från vänster: Helmut Senekowitsch, Gerhard Hanappi, Rudolf Szanwald, Franz Swoboda och Johann Buzek.

Ernst Happel, född 29 november 1925 i Wien, död 14 november 1992 i Innsbruck, var en österrikisk fotbollstränare och spelare.
Happel var som spelare en av Österrikes främsta spelare under 1950-talet och deltog i VM 1954 och VM 1958. 1954 kom Österrike på en tredjeplats.
Ernst Happel är den mest framgångsrika österrikiska fotbollstränaren. Happel inledde karriären i nederländska ADO Den Haag innan han kom till storklubben Feyenoord. Happel ledde Feyenoord till klubbens största framgång någonsin då man vann Europacupen för mästarlag 1970. Det var dessutom första gången ett nederländskt klubblag vann turneringen. Nästa station blev Club Brugge, som Happel byggde upp till ett av Belgiens bästa lag med flera mästerskap och två europeiska cupfinaler. 1978 återvände Happel till Nederländerna som förbundskapten för Nederländernas fotbollslandslag som tog VM-silver i Argentina. 
1981 blev Happel ny tränare för storklubben Hamburger SV och ledde klubben under dess mest framgångsrika period: liga- och cupsegrar men framförallt segern i Europacupen för mästarlag 1983. 1987 lämnade Happel Hamburger SV och återvände hem till Österrike. 
Österrikes nationalstadion i fotboll, Praterstadion, döptes efter Happels död om till Ernst-Happel-Stadion.

## Meriter
Meriter som spelare.
- 51 A-landskamper för Österrikes fotbollslandslag
- VM i fotboll: 1954, 1958
  - VM-brons 1954

## Tränarkarriär
- Förbundskapten för Österrikes fotbollslandslag (1992)
- Swarovski Tirol
  - Österrikisk mästare 1989, 1990
- Hamburg
  - Europacupen för mästarlag: 1983
  - Tysk mästare 1982, 1983
  - Tysk cupmästare 1987
- Nederländernas fotbollslandslag
  - VM-silver 1978
- Club Brugge
  - Belgisk mästare
- Feyenoord
  - Europacupen för mästarlag: 1970
- ADO Den Haag